# Mezzenile
Mezzenile – miejscowość i gmina we Włoszech, w regionie Piemont, w prowincji Turyn.
Według danych na rok 2004 gminę zamieszkiwało 900 osób, 32,1 os./km².